# 袁振謙
袁振謙（Yuen Chun Him，2006年1月7日—） ，生於香港，香港足球運動員，司職中場，現時效力香港超級聯賽球會傑志。

## 球員生涯
2022年11月14日，袁振謙年僅16歲，便與傑志簽下職業球員合約。
2022-23年度香港學界足球精英賽，協助聖若瑟書院決賽以12碼擊敗拔萃男書院，繼1998-99年度後再度奪得冠軍，自己獲選為賽事最有價值球員(MVP)。
2023年12月23日，袁振謙於菁英盃分組賽對戰標準流浪的比賽，攻入兩個入球。

## 榮譽
- 香港學界足球精英賽最有價值球員(2022-23年度)